# Temperatura corporal humana
La temperatura normal del cos humà (normotèrmia, eutèrmia) és l'interval de temperatura típic que es troba en els humans i normalment es considera que és d'uns 36,8 graus centígrads per als individus en condicions basals L'interval normal de temperatura del cos humà s'indica normalment entre 36,5 i 36.5–37.5 °C (97.7–99.5 °F).
S'han fet molts estudis al respecte i, segons les fonts, s'han indicat diverses possibles temperatures “normals”. Estudis recents indiquen una temperatura de 35-36,9 °C, amb certa variabilitat individual (desviació estàndard ± 2). La temperatura corporal permet avaluar l'eficiència de la regulació tèrmica que es produeix en el cos humà en funció dels canvis de temperatura ambiental i de la intensitat de l'activitat realitzada. La temperatura perifèrica (pell, mucoses, músculs, extremitats, etc.) és variable. La temperatura corporal mitjana d'una persona varia segons el gènere, l'activitat recent, el consum d'aliments i líquids, l'hora del dia i -en les dones- segons les fases del cicle menstrual.

## Mètodes de mesura

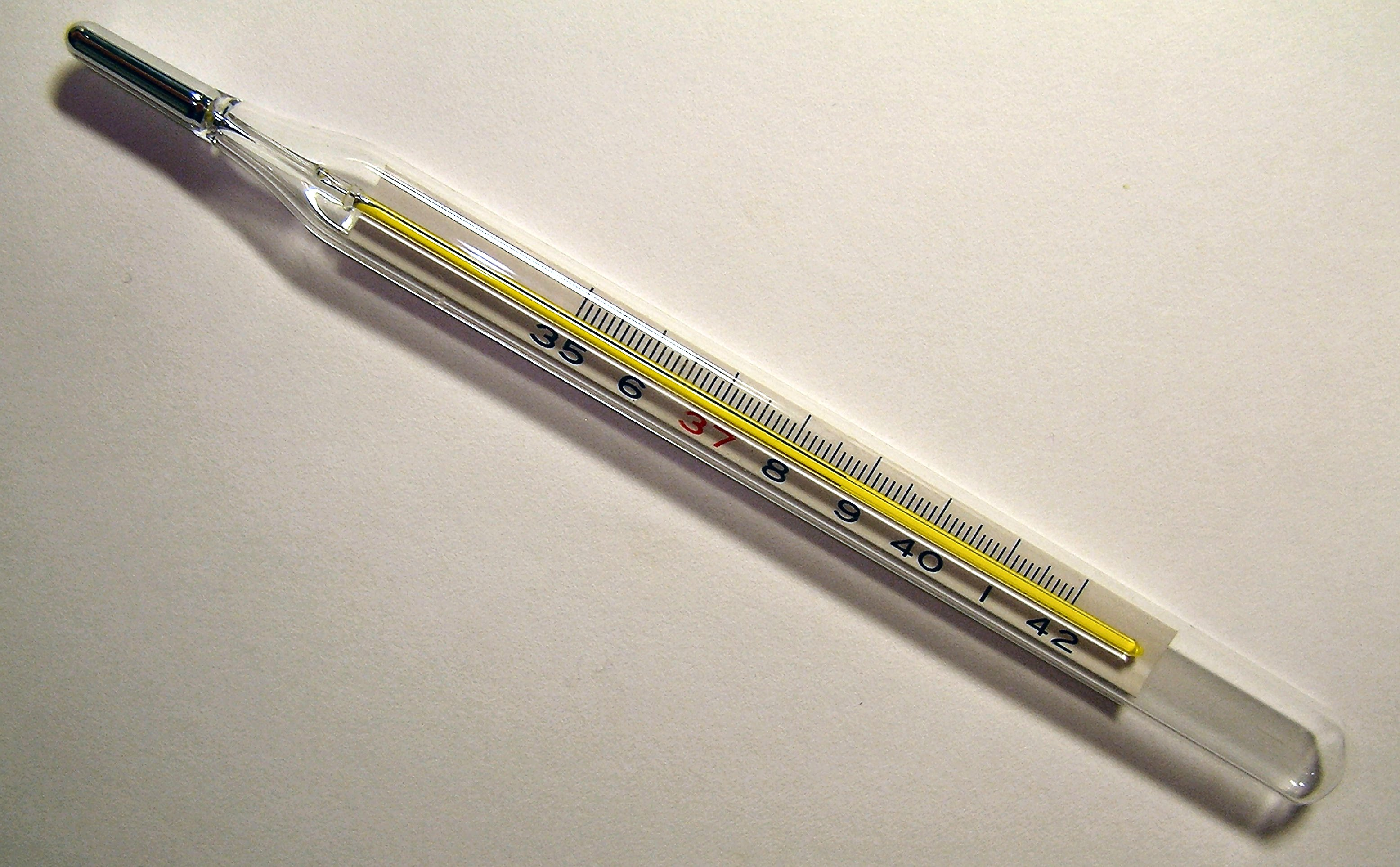
Un termòmetre mèdic que mostra una lectura de temperatura de 38.7

Prendre la temperatura d'una persona és una part inicial d'un examen clínic complet. Hi ha diversos tipus de termòmetres mèdics, així com llocs utilitzats per mesurar, com ara:
- Al recte (temperatura rectal)
- A la boca (temperatura oral)
- Sota el braç (temperatura axil·lar)
- A l'orella (temperatura timpànica)
- A la pell del front sobre l'artèria temporal
- Ús de sensors de flux de calor

Les temperatures orals estan influenciades per beure, mastegar, fumar i respirar amb la boca oberta. La respiració bucal, les begudes fredes o els aliments, redueixen la temperatura oral; begudes calentes, menjar calent, mastegar i fumar augmenten la temperatura oral. Cada mètode de mesura també té diferents intervals normals segons el sexe.
Els diferents mètodes utilitzats per mesurar la temperatura produeixen resultats diferents. La lectura de la temperatura depèn de quina part del cos s'està mesurant. Les temperatures típiques diürnes entre adults sans són les següents:
| Mètode   | Dones                        | Homes                        |
| -------- | ---------------------------- | ---------------------------- |
| Oral     | 33.2–38.1 °C (91.8–100.6 °F) | 35.7–37.7 °C (96.3–99.9 °F)  |
| Rectal   | 36.8–37.1 °C (98.2–98.8 °F)  | 36.7–37.5 °C (98.1–99.5 °F)  |
| Timpànic | 35.7–37.8 °C (96.3–100.0 °F) | 35.5–37.8 °C (95.9–100.0 °F) |

## Termòmetre d'infrarojos

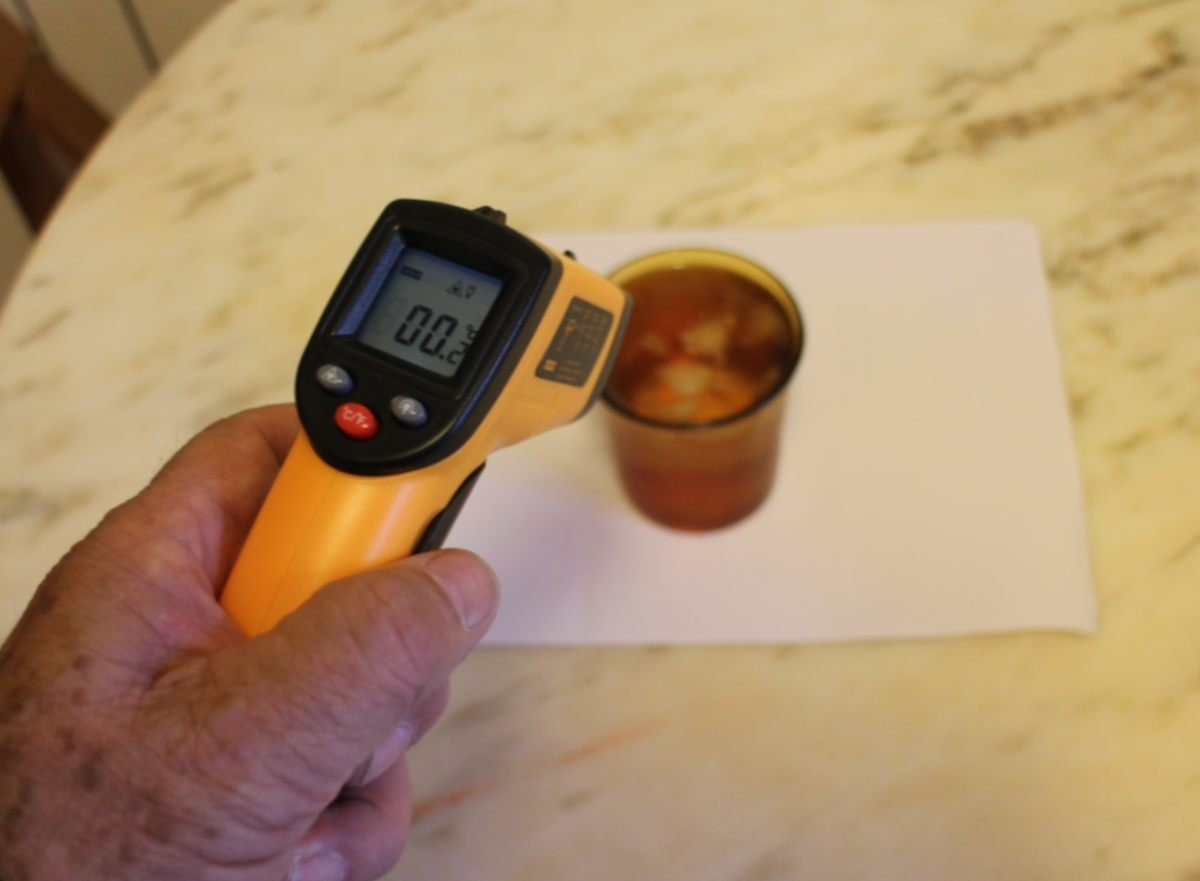
Calibratge d'un termòmetre IR utilitzant la superfície d'un glaço en fusió com a punt de mesurament.

Un termòmetre d'infrarojos, piròmetre d'infrarojos, termòmetre sense contacte o termòmetre de radiació (terme que il·lustra la seva capacitat per mesurar la temperatura a distància), és un mesurador de temperatura d'una porció de superfície d'un objecte a partir de l'emissió de llum del tipus cos negre que produeix. Això inclou termòmetres infrarojos timpànics en nens.
A aquest tipus de termòmetre de vegades se l'anomena erròniament termòmetre làser, ja que sol utilitzar l'assistència d'un làser, tot i que és simplement per apuntar millor cap al lloc de mesurament (com en certes mires de rifles), no per fer la mesura. A partir del 2016, les revisions dels termòmetres infrarojos han trobat que tenen una precisió variable.

## Variacions

Variació diürna de la temperatura corporal, que oscil·la entre uns 37.5 de 10 a 18 h, i baixant a uns 36.4 de 2 a 6 de la matinada (Basat en la figura de l'entrada de 'Animal Heat' a l'11a edició de l'Encyclopædia Britannica, 1910)

La temperatura del cos humà varia. Depèn del sexe, l'edat, l'hora del dia, el nivell d'esforç, l'estat de salut (com ara la malaltia i la menstruació), a quina part del cos es pren la mesura, l'estat de consciència (despertar, dormir, sedat) i les emocions. La temperatura corporal es manté en l'interval normal mitjançant la termoregulació, en la qual l'ajust de la temperatura és activat pel sistema nerviós central. La temperatura normal del cos humà sovint s'indica entre 36,5 i 36.5–37.5 °C (97.7–99.5 °F). En adults, una revisió de la literatura ha trobat un interval més ampli de 33.2–38.2 °C (91.8–100.8 °F) per a temperatures normals, segons el gènere i la ubicació mesurada.
A part de la variabilitat individual, també cal tenir en compte que la temperatura corporal oscil·la amb normalitat durant el dia, amb el nivell més baix al matí a les 4:00 i amb el més alt al vespre a les 18:00. Així que una temperatura de 37 °C podria ser febre al matí, però no a la tarda. A més, poden intervenir altres factors com la digestió, l'edat, l'activitat física i, en la dona, el cicle menstrual (de fet, la progesterona produïda durant l'ovulació fa augmentar la temperatura de 0,3 a 0,6 °C), sense oblidar cap tractament farmacològic.
Els valors reportats varien segons com es mesura: oral (sota la llengua): 36,8±0,4 °C (98,2±0,72 °F), intern (rectal, vaginal): 37.0 °C (98.6 °F) . Una mesura rectal o vaginal presa directament dins de la cavitat corporal sol ser lleugerament superior a la mesura oral, i la mesura oral és una mica més alta que la mesura de la pell. Altres llocs, com sota el braç o a l'orella, produeixen temperatures típiques diferents. Tot i que algunes persones pensen que aquestes mitjanes representen mesures normals o ideals, s'ha trobat una àmplia gamma de temperatures en persones sanes. La temperatura corporal d'una persona sana varia durant el dia en uns 0.5 °C (0.9 °F) amb temperatures més baixes al matí i temperatures més altes a la tarda i al vespre, a mesura que canvien les necessitats i activitats del cos. Altres circumstàncies també afecten la temperatura corporal. La temperatura corporal central d'un individu tendeix a tenir el valor més baix a la segona meitat del cicle del son; el punt més baix, anomenat nadir, és un dels principals marcadors dels ritmes circadians. La temperatura corporal també canvia quan una persona té gana, son, està malalta o té fred.

## Termoregulació
El control de la temperatura (termoregulació) forma part d'un mecanisme homeostàtic que manté l'organisme a una temperatura de funcionament òptima, ja que la temperatura afecta la velocitat de les reaccions químiques. En els humans, la temperatura interna mitjana és àmpliament acceptada com a 37 °C (98,6 °F), una temperatura "normal" establerta a la dècada de 1800. Però estudis més nous mostren que la temperatura interna mitjana d'homes i dones és de 36.4 °C (97.5 °F). Cap persona té sempre exactament la mateixa temperatura a cada moment del dia. Les temperatures augmenten i baixen regularment al llarg del dia, segons el control del ritme circadià de la persona. La temperatura més baixa es produeix unes dues hores abans que la persona es desperti normalment. A més, les temperatures canvien segons les activitats i factors externs.
El centre termoregulador es troba a l'hipotàlem protegit de formes de fenòmens agressius, rep estímuls regulats i detectats per termoreceptors profunds i superficials. Aquest centre està format per neurones sensibles a les variacions de temperatura, respecte a la temperatura de referència (36,5 °C). Es troben a la regió preòptica de l'hipotàlem i es divideixen en dues categories: 
- Neurones receptives

- W: responsables de captar les variacions per sota o per sobre de la temperatura de referència
- i: de integració

- Neurones efectores

- w: encarregades de la dispersió de calor
- c: encarregades de la conservació de calor

Quan hi ha variacions per sobre o per sota de l'interval de temperatura, el cos intenta tornar la temperatura corporal als valors normals, i ho fa amb contraccions musculars (90% de la termogènesi) i canvis en el metabolisme cel·lular provocant una sobreproducció d'energia, o mitjançant vasodilatació i sudoració per intentar dispersar la calor. La termoregulació és, per tant, l'equilibri entre la termogènesi i la dispersió de calor .
També es parla de termogènesi postprandial com referència a la producció de calor després de la ingestió d'aliments.